# Мойсей бен Ілля Башіячі
Мойсей бен Ілля Башіячі (1537 - 1555) - караїмський учений і правнук Ілії Башіячі. Він народився в Константинополі і у віці 16 років виявив неабиякий ступінь навчання та глибокі знання іноземних мов. Він просто заради любові до знань здійснив подорож до Землі Ізраїлю та Сирії, щоб дослідити ці країни та зібрати старі рукописи. Хоча він помер у такому ранньому віці, він створив багато творів, чотири з яких збереглися в рукописі:
1. "Sefer Yehudah" або "Sefer 'Arayot" про заборонені шлюби. У цій роботі він перераховує колишніх авторів, які писали на ту саму тему, таких як Йосип бен Авраам, Єшуа бен Югуда та Арон бен Ілія.
2. "Зебах Песах" (Пасхальна жертва), на святкуванні святкових днів, в якому він цитує багато уривків з арабських оригіналів коментаря Ісуса Бен-Юди до Тори, з коментаря Якуба аль-Кіркісані, з інших творів Єшуа бен Єгуди, і з "Сефер ха-Мізвот" Даніеля аль-Кумісі.
3. «Матте Елохім» (Вудилище Боже), який містить історію караїмів - рабиністичний розкол; ланцюг караїмської традиції, яку автор стверджує, що отримав від Яфета ібн Сагіра; тлумачення Тори, і особливо заповідей, які розташовані в цифрах відповідно до Десяти заповідей.
4. "Sefer Reuben" (Книга Рувима), про догми та статті вірувань.